# Ryan McBean
Ryan McBean (Kingston, 22 aprile 1984) è un giocatore di football americano giamaicano che gioca nel ruolo di defensive end per i Baltimore Ravens della National Football League (NFL). Fu scelto nel corso del quarto giro giro (132º assoluto) del Draft NFL 2007 dai Pittsburgh Steelers. Al college ha giocato a football all’Università statale dell'Oklahoma.

## Carriera professionistica

### Pittsburgh Steelers
McBean fu scelto dai Pittsburgh Steelers nel quarto giro del Draft 2007. Fece una sola apparizione in campo nella sua stagione da rookie prima di venire svincolato prima dell'inizio della stagione 2008.

### Denver Broncos
McBean firmò per far parte della squadra di allenamento dei Denver Broncos il 1º settembre 2008. Nella stagione successiva divenne il defensive end titolare della squadra diretta dall'allenatore Josh McDaniels. Nella stagione 2011 terminò con un primato in carriera di 4,0 sack.
Nel marzo 2012 fu sospeso per sei partite dopo essere risultato positivo a un test antidoping.

### Baltimore Ravens
McBean firmò coi the Baltimore Ravens il 7 maggio 2012. Nella sua prima stagione nel Maryland non scese mai in campo.

## Palmarès
- Super Bowl : 1

Baltimore Ravens: Super Bowl XLVII
- American Football Conference Championship: 1

Baltimore Ravens: 2012

## Statistiche
| Partite totali      | 47  |
| Partite da titolare | 21  |
| Tackle totali       | 77  |
| Sack                | 4,0 |
| Intercetti          | 0   |

Statistiche aggiornate al 9 febbraio 2013